# Закария, Марьям
Марьям Закария — шведско-иранская актриса

, работающая в Болливуде и южноиндийском кинематографе. Наибольшую известность ей принесла работа в таких болливудских фильмах как боевик «Агент Винод» и комедия «Отрываясь по полной 2».

## Биография
Родившаяся в Тегеране Марьям Закария работала в Швеции в качестве модели, учителя танцев, хореографа и создала «Indisk Dans Studio», школу болливудских танцев, ставшую первой такого рода в Швеции. В 2009 году она переехала в Мумбаи (Индия) и стала работать в Болливуде. В первое время была моделью и появлялась в различных телевизионных рекламных роликах, наиболее заметными из которых были реклама Set Wet, Layz и Coke. Закария также появилась в рекламе Кока-Колы с актёром Имраном Ханом.
Тамильский режиссёр Сундар С. пригласил её исполнить танцевальный номер в своём фильме Nagaram (2010) после просмотра видео её танца на YouTube. Выступление Закарии в номере «Diyalo Diyala» в фильме «Любовь на сто процентов» принесло ей известность в Южной Индии. Затем она сыграла одну из главных женских ролей в другом фильме на телугу «Булочки в сиропе» (2011). В 2012 году она появилась в номере «Dilli Ki Billi» в фильме Муаззам Бега Sadda Adda.
В фильме с Саифом Али Ханом «Агент Винод» Закария исполнила роль Фарах Факеш и станцевала муджру в песне «Dil Mera Muft Ka» вместе с Кариной Капур, что принесло ей известность в Болливуде. В 2012 году она снялась в картине Индры Кумара «Отрываясь по полной 2», релиз которой состоялся 13 сентября 2013 года. Данная кинолента стала самым кассовым болливудским фильмом с сертификатом А (только для взрослых) в Индии
Помимо этого фильма в том же году она снялась в фильме на телугу «Арджуна», где сыграла одну из главных ролей, но выход картины отложили на неопределённый срок
В 2017 году состоялось её возвращение на экраны после трёхлетнего перерыва вновь в качестве танцовщицы в песне «Guldaban» для фильма «Firangi», но фильм провалился в прокате.

## Личная жизнь
В апреле 2012 года вышла замуж за хореографа Арвинда Такура.

## Фильмография

### В качестве актрисы
| Год  |   | Русское название | Оригинальное название | Роль   |
| ---- | - | ---------------- | --------------------- | ------ |
| 2011 | ф |                  | Madatha Kaja (тел.)   | Priya  |
| 2013 | ф |                  | Grand Masti           | Rose   |
|      | ф |                  | Arjuna                | Shruti |

### В качестве танцовщицы item-номеров
| Год  | Фильм                   | Оригинальное название | Песня              |
| ---- | ----------------------- | --------------------- | ------------------ |
| 2010 |                         | Nagaram               | Thika Thika        |
| 2011 | Любовь на сто процентов | 100% Love (тел.)      | Diyalo Diyala      |
| 2012 |                         | Sadda Adda            | Dilli Ki Billi     |
| 2012 | Агент Винод             | Agent Vinod           | Dil Mera Muft Ka   |
| 2012 |                         | Naa Ishtam (тел.)     | Jilele Jilele      |
| 2012 |                         | Rowdy Rathore         | Aa Re Pritam Pyare |
| 2013 |                         | Chakradhaar           | Billori            |
| 2013 |                         | D-Day                 | Ek Ghadi           |
| 2014 | Неугомонный             | Anjaan (там.)         | Bang Bang Bang     |
| 2017 |                         | Firangi               | Guldaban           |